# Paul Grégoire
Paul Grégoire (Montreal, 24 de octubre de 1911-30 de octubre de 1993) fue un cardenal católico canadense. Fue el arzobispo de Montreal entre 1968 y 1990, siendo elevado al Colegio Cardenalicio en 1988.

## Biografía

### Sacerdocio
Paul Grégoire nació en Viauville, Montreal, hijo de J. Albert Grégoire y Marie Lavoie, pero se mudaron a Verdún poco después de su nacimiento. Tuvo dos hermanos más pequeños; pero además sus padres adoptaron a nueve de sus primos.
Estudió en el Seminario Menor de St. Thérèse in Blainville entre 1925 y 1933, y después en el Seminario Mayor de Montreal entre 1933 y 1937, donde obtuvo la licenciatura en teología. Fue ordenado sacerdote el 22 de mayo de 1937, enseñando después en St. Thérèse hasta 1939. posteriormente sería director de St. Thérèse.
Entre 1939 y 1942 amplió sus estudios en la Universidad de Montreal, donde obtuvo el doctorado en filosofía e historia, se licenció en letras y se diplomó en pedagogía.
En 1950 fue nombrado capellán de los estudiantes de la Universidad de Montreal, cargo que conservaría hasta 1961.

## Episcopado

### Obispo Auxiliar de Montreal
El 26 de octubre de 1961, el Papa Juan XXIII lo nombró Obispo Auxiliar de la Arquidiócesis de Montreal, con el título de obispo in partibus de Curubis. 
Recibió la consagración episcopal de manos del cardenal Paul-Émile Léger el 27 de diciembre siguiente, con los obispos Émilien Frenette y Percival Caza como co-consagradores.
Ocupó en diversas ocasiones el cargo de vicario general cada vez que el cardenal Léger asistía a las sesiones del Concilio Vaticano II en Roma. El mismo Grégoire fue Padre Conciliar en la Cuarta Sesión del Concilio, celebrada entre septiembre y diciembre de 1965.

### Administrador Apostólico y Arzobispo de Montreaal
El 11 de diciembre de 1967 se convirtió en administrador apostólico ad nutum Sanctae Sedis y, el 20 de abril de 1968, después del retiro del cardenal Léger, el Papa Pablo VI lo nombró  VIII Arzobispo Metropolitano de la Arquidiócesis de Montreal. A partir de aquel momento se dedicó a poner en práctica las reformas conciliares. En particular, se dedicó a la estructura de la curia diocesana.
El 17 de diciembre de 1979 fue hecho Oficial de la orden de Canadá, por su espíritu ecuménico y por su labor social, especialmente con los necesitados. Fue investido el 16 de abril de 1980.

### Arzobispo Emérito de Montreal
Se retiró el 17 de marzo de 1990, con 78 años, siendo sucedido por su obispo auxiliar, Jean-Claude Turcotte.

## Cardenalato
El 28 de junio de 1988 Juan Pablo II lo creó cardenal con el título de Cardenal presbítero de Nostra Signora del Santissimo Sacramento e Santi Martiri Canadesi. 
Murió en Montreal el 30 de octubre de 1993 a causa de un tumor en el estómago. Está enterrado en la catedral de Montreal.

## Honores
Oficial de la orden de Canadá – 17 de diciembre de 1979